# Serguéi Nikoláyevich Litvínov
Serguéi Nikoláievich Litvínov (en ruso: Сергей Николаевич Литвинов; Tsukerova Balka, Krai de Krasnodar, Rusia; 23 de enero de 1958-Sochi, Rusia; 19 de febrero de 2018) fue un lanzador de martillo y medallista olímpico ruso. Fue dos veces campeón mundial en 1983 y 1987, y una vez campeón olímpico en Seúl 1988.
Entrenó en la Sociedad Deportiva de las Fuerzas Armadas (CKA) en Rostov del Don. Tras la disolución de la Unión Soviética en 1991 representó a Rusia.

## Trayectoria
A lo largo de su carrera tuvo una especial lucha con Yuri Sedyj. Litvínov estableció tres récords mundiales, el último de ellos (84,14 m) en junio de 1983. En 1984, sin embargo, Sedyj mejoró el récord mundial en 86,34 m en Cork, Irlanda; para luego mejorar de nuevo hasta los 86,74 m en los campeonatos europeos de 1986 en Stuttgart, Alemania. En 1986 Litvínov lanzó 86,04 m, que sigue siendo su mejor marca personal. Este resultado le coloca tercero en el ranking de todos los tiempos, detrás del propio Sedyj y de Iván Tsijan.
En los JJ. OO., Litvínov terminó segundo por detrás y por delante de Sedyj y Jüri Tamm en Moscú 1980. Después de no participar en 1984 debido al boicot soviético, ganó el oro en 1988 por delante de Sedyj, Tamm terminó tercero una vez más.

## Palmarés
| Año  | Manifestación        | Sede      | Evento                  | Resultado | Marca   | Notas |
| ---- | -------------------- | --------- | ----------------------- | --------- | ------- | ----- |
| 1980 | Juegos Olímpicos     | Moscú     | Lanzamiento de martillo | Plata     | 80,64 m |       |
| 1982 | Campeonato de Europa | Atenas    | Lanzamiento de martillo | Bronce    | 78,66 m |       |
| 1983 | Campeonato del Mundo | Helsinki  | Lanzamiento de Martillo | Oro       | 82,68 m |       |
| 1986 | Campeonato de Europa | Stuttgart | Lanzamiento de Martillo | Plata     | 75,74 m |       |
| 1987 | Campeonato del Mundo | Roma      | Lanzamiento de Martillo | Oro       | 83,06 m |       |
| 1988 | Juegos Olímpicos     | Seúl      | Lanzamiento de Martillo | Oro       | 84,80 m |       |
| 1993 | Campeonato del Mundo | Stuttgart | Lanzamiento de Martillo | 7º        | 78,56 m |       |